# 十年 Ten Years Japan
『十年 Ten Years Japan』（じゅうねん）は、2018年公開の日本のオムニバス映画。

## 概要
2015年に香港で公開された映画『十年』をもとに日本、タイ、台湾の国の若手映像作家がそれぞれの国の10年後を描く国際共同プロジェクトで、本作は日本版。5人の日本人映画監督が「高齢化」「AI教育」「デジタル社会」「原発」「徴兵制」をテーマに作品を作り上げた。

## 各作品

### PLAN75
- 監督：早川千絵
- 出演：川口覚、山田キヌヲ、牧口元美、美谷和枝、千広真弓、徳川ミキ

あらすじ
「PLAN75」とは高齢化問題を解決するために制定された75歳以上の高齢者に安楽死を奨励する制度の名称。伊丹（川口覚）は公務員として、貧しい老人たちにPLAN75の適用を勧誘する仕事に携わっている。伊丹の妻・佐紀（山田キヌヲ）は出産を間近に迎える一方で、認知症の母親を抱えていた。

### いたずら同盟
- 監督：木下雄介
- 出演：國村隼、大川星哉、辻村羽来、中野龍

あらすじ
IT特区の小学校では人工知能システム“プロミス”が子供たちに理想的な道徳を刷り込んでおり、子供たちはプロミスに従うことで平穏な日常を過ごしていた。そんなある日、用務員の重田（國村隼）が世話する老馬に殺処分の判断が下される。プロミスの裁定に、クラスのはみ出し者の亮太（大川星哉）は反抗する。

### DATA
- 監督：津野愛
- 出演：杉咲花、田中哲司、前田旺志郎、三浦誠己

あらすじ
女子高生の舞花（杉咲花）は、父（田中哲司）に内緒で、亡き母の生前のデータ≒「デジタル遺産」を手に入れる。データから母の実像を知る喜びを感じる一方で、母の知られざる一面を見つけてしまう舞花の心は揺らぐのだった。

### その空気は見えない
- 監督：藤村明世
- 出演：池脇千鶴、三田りりや

あらすじ
人々は原発による大気汚染から逃れるために地下の世界に住むようになっていた。少女・ミズキ（三田りりや）は「地上の世界は危険」という母（池脇千鶴）の教えを守り、何の疑問もなく地下で暮らしをしていたが、友人のカエデ（田畑志真）から地上の話を聞くと、まだ見ぬ地上世界へ強い憧れを抱くようになる。

### 美しい国
- 監督：石川慶
- 出演：太賀、木野花

あらすじ
日本では徴兵制が義務化されていた。広告代理店マンの渡邊（大賀）は、徴兵制の告知ポスターを政府からの要請で若者に親しみやすいよう変更する為、元のデザインを担当したベテランデザイナー・天逹（木野花）に謝罪しに行くことになった。そこで渡邊は天逹がデザインに込められたある思いを知る。

## その他スタッフ
- エグゼクティブプロデューサー - 是枝裕和
- プロデューサー - 高松美由紀、福間美由紀、水野詠子、ジェイソン・グレイ
- 音楽プロデューサー - 齋見泰正
- エンディングテーマ - Kan Sano